# Agoniella crassipes
Agoniella crassipes es un coleóptero de la familia Chrysomelidae.
Fue descrita científicamente por primera vez en 1878 por Baly.